# Оботов, Александр Николаевич
Александр Николаевич Оботов (1921—2005) — советский футболист, хоккеист и хоккеист с мячом, тренер.

## Биография
Воспитанник спартаковской футбольной школы. Кроме «Спартака» играл и в других московских командах. Одними из наиболее ярких были годы, проведённые в «Локомотиве». Сезон 1950 года Оботов провёл в команде ВВС.
В составе «Спартака» стал чемпионом страны.
В тех же командах играл в русский хоккей.
В первом чемпионате СССР по хоккею (1946/47) выступал за «Спартак» (Москва) и стал бронзовым призёром. Позже играл за «Локомотив» (Москва, 1948/49), «Спартак» (1950—1953), команду г. Тушино: 1953—1955, «Красный Октябрь» (Тушино): 1955—1957.
В сезоне 1953/54 года тренировал хоккеистов с мячом «Спартака».
После окончания игровой карьеры тренировал футбольные клубы низших дивизионов из Тушино, Павловского Посада и Балашихи.
В хоккее работал с командой «Труд» (Тушино) — 1957—1960, «Труд» (Загорск) — 1960—1961, «Труд»/«Машиностроитель» (Балашиха) — 1960—1980.

## Достижения

### Футбол
- Чемпион СССР: 1952
- Обладатель Кубка СССР: 1950
- Включался в список 33 лучших футболистов сезона в СССР — 1948.

### Хоккей с мячом
- Чемпион Москвы — 1945
- Обладатель Кубка СССР — 1945

### Хоккей с шайбой
- Бронзовый призёр чемпионата СССР — 1947